# ليندا غيل لويس
ليندا غيل لويس (بالإنجليزية: Linda Gail Lewis)‏ هي كاتبة غنائية ومغنية وموسيقية وعازفة بيانو أمريكية، ولدت في 18 يوليو 1947 في فيريدي في الولايات المتحدة.

## وصلات خارجية
- الموقع الرسمي
- ليندا غيل لويس على موقع ميوزك برينز (الإنجليزية)
- ليندا غيل لويس على موقع ديسكوغز (الإنجليزية)